# Font
|  | Per a altres significats, vegeu «Font (desambiguació)». |

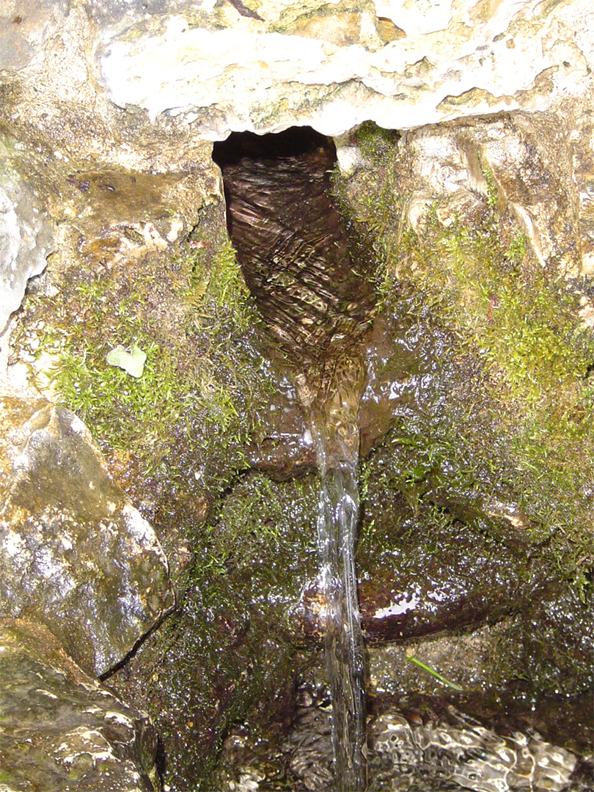
Font

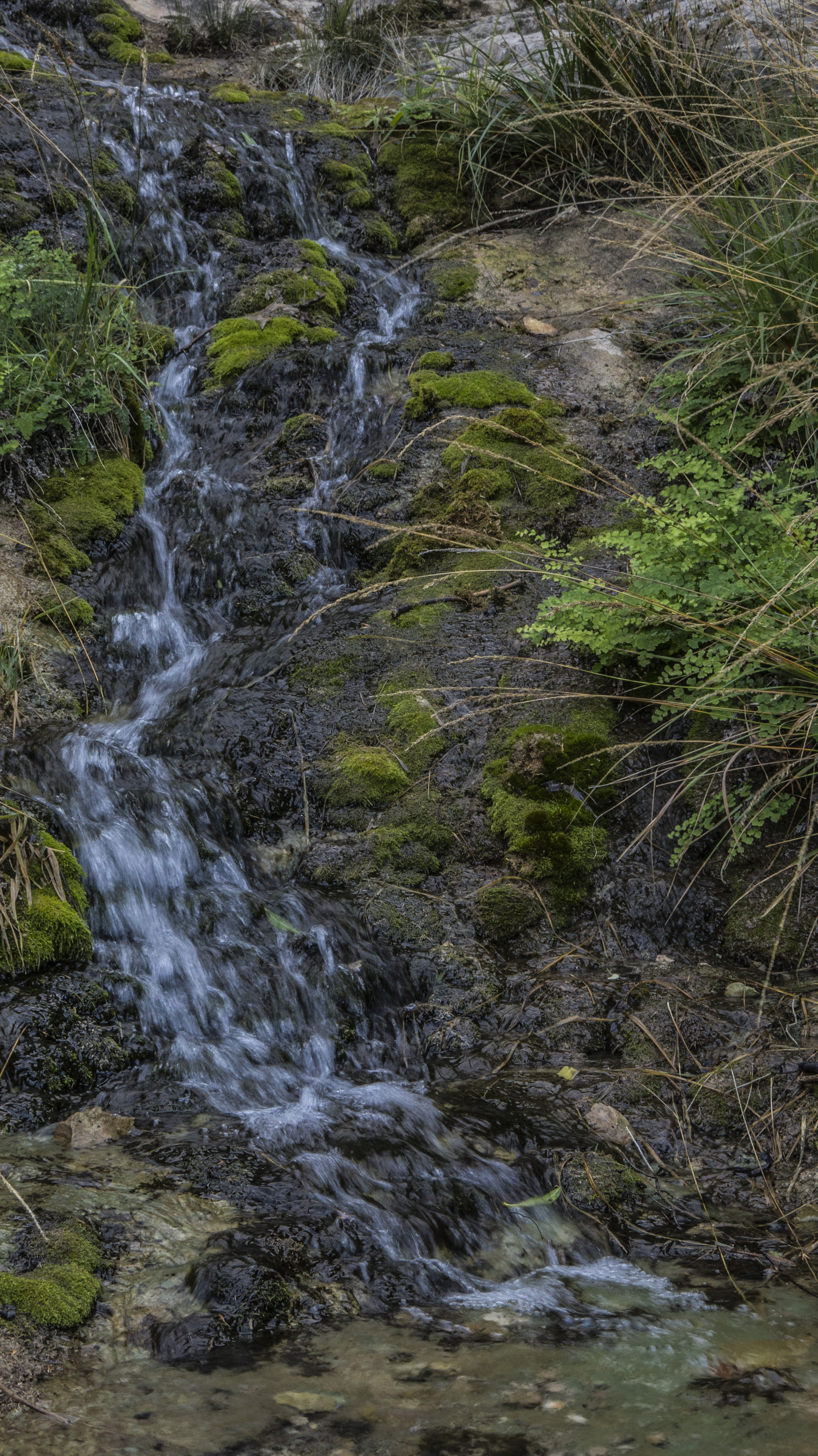
Font el Chorrico, situada al terme de Tous (País Valencià)

Una font o deu és un indret on l'aigua brolla de la terra o entre les roques. Pot ser permanent o temporal. S'origina en la filtració d'aigua de pluja que penetra en una àrea i emergeix en una altra, de menor altitud, on l'aigua no està confinada en un conducte impermeable. Aquestes surgències solen ser abundants en relleus càrstics. Els cursos subterranis de vegades s'escalfen pel contacte amb roques ígnies i afloren com a aigües termals.
Els pous artesians són deus artificials, provocats per l'home mitjançant una perforació a gran profunditat i en què la pressió de l'aigua és tal que la fa emergir a la superfície.
Els antics grecs i romans retien culte a les fonts naturals, que generalment eren consagrades a un déu o a una deessa. La famosa deu d'aigües termals de Bath, al sud-oest de la Gran Bretanya, va ser consagrada pels romans a Minerva, deessa de la saviesa i de la guerra. Les fonts ornamentals, a les ciutats del segle xvii i a començament del segle xx, solien evocar aquest caràcter sagrat de les deus mitjançant formacions escultòriques que representaven les antigues deïtats de l'aigua.
Hi ha diferents tipus de font. Segons la classificació establerta per Ramon Solé Lacomba, els tipus bàsics de fonts són quatre:
- de biot: surgència natural en capçaleres de torrent o altres indrets; l'aigua surt directament de terra,
- de raig, vessant o salt: l'aigua surt de terra a través d'alguna mena de canalització, construcció o aixeta,
- de mina: l'aigua és captada sota terra i a través d'una mina és extreta cap enfora,
- de cisterna o bassa: l'aigua és recollida, de pluja o de filtracions de la terra, en una bassa o cisterna.

A més, hi ha altres menes de fonts o surgències d'aigua, que es poden classificar en cinc tipus més:
- brollador: l'aigua brolla amb força del sòl; a alguns països nòrdics l'aigua que en surt és calenta, i hom els anomena gèiser,
- degotall: l'aigua degota de la paret o del sostre, sovint formant concrecions de calç o altres minerals que hom classifica entre estalactites i estalagmites,
- deu: tot i que deu és sinònim de font, hom sol anomenar d'aquesta manera les fonts especialment abundants,
- pou: tot i ser surgències d'aigua, no són pròpiament fonts perquè cal anar a cercar l'aigua a una certa profunditat i afermar les parets del forat mitjançant obra o alguna altra mena d'intervenció que les consolidi,
- Font termal i mineromedicinal: fonts d'aigües amb propietats especials, com el seu nom indica.